# Bologna (stad)
Bologna (uitspraak: Bolónja, [boˈloɲːa]), of ook wel Bologne, is een Italiaanse stad met 390.518 inwoners (2023), gelegen in Noord-Italië. De stad is de hoofdstad van de gelijknamige metropolitane stadsregio en van de regio Emilia-Romagna. Vóór de oprichting van de metropolitane stad op 1 januari 2015 was ze de hoofdstad van de provincie Bologna. De stad ligt aan de voet van de Apennijnen en tussen de rivieren de Reno en de Savena. 
Bologna is qua inwonersaantal de zevende stad van Italië en het hart van een van de agglomeraties in dat land. De totale omvang van de metropool ligt om en nabij de 1 miljoen inwoners. De telling is gebaseerd op de agglomeratie Bologna–Modena, twee metropolen die bijna aaneengesloten zijn. De Universiteit van Bologna is met haar oprichting in 1088 de oudste universiteit van Europa. Daarnaast staat de stad bekend om zijn grote, grotendeels bewaard gebleven historisch centrum, ondanks de verstedelijking aan het eind van de 19e eeuw en de Tweede Wereldoorlog. Dit is mede te danken aan de renovatie aan het eind van de jaren 60.
De stad heeft enkele bijnamen: "la rossa" ("de rode", wegens de vele rode bakstenen gebouwen in het historisch centrum, volgens sommigen ook wegens de vanouds socialistische signatuur), "la dotta" ("de geleerde", een verwijzing naar de vooraanstaande universiteit) en "la grassa" ("de vette", gezien de culinaire cultuur) en "la turrita" ("de getorende", vanwege de torens in het centrum). De worst mortadella en de Bolognesesaus hebben hun oorsprong in Bologna.
Bologna was in 2000 de ‘culturele hoofdstad van Europa’ en in 2006 de ‘muzikale hoofdstad van Europa’ en is sindsdien een UNESCO City of Music. De stad was geselecteerd om mee te doen aan de Wereldtentoonstelling in Shanghai in 2010 als een van de 45 geselecteerde steden in de wereld.

## Geschiedenis
De eerste sporen van beschaving op de plek van deze stad stammen uit de 9e eeuw v.Chr.. De dorpen hoorden tot de Villanovacultuur. Vanaf 7e tot 6e eeuw v.Chr. werd de stad gesticht door de Etrusken die deze Felsina noemden. In de 4e eeuw v.Chr. werd de stad ingenomen door de Gallische stam de Boii. In 196 v.Chr. werd het een Romeinse stad met de naam Bonōnia.
Na de Val van het West-Romeinse Rijk werd Bologna een voorpost van het exarchaat Ravenna, het Byzantijnse deel van Noord-Italië. De stad werd meermaals geplunderd door de Goten en in deze tijd zou onder leiding van de bisschop, Petronius van Bologna, de stad herbouwd zijn. Hij liet ook de Santo Stefanobasiliek bouwen en zou later de beschermheilige van de stad worden.
In de middeleeuwen fungeerde Bologna als een vrije stad (gedurende meer dan een eeuw was ze qua bevolkingsomvang de vijfde stad van Europa). Vervolgens maakte ze eeuwenlang deel uit van de Kerkelijke Staat. In 1530 werd Karel V er tot keizer gekroond. De stad werd in 1859 ingelijfd bij het koninkrijk Piemont, de voorloper van Italië.

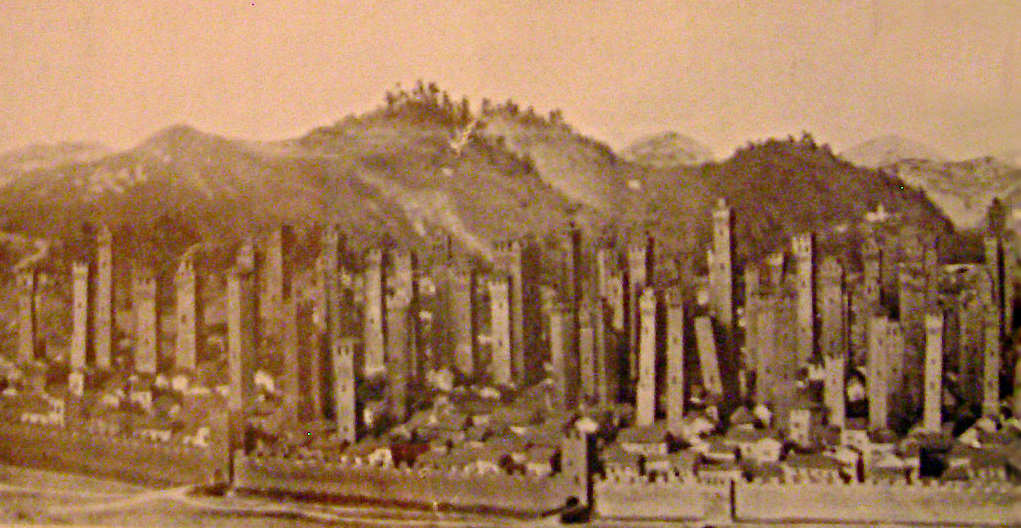
Bologna met zijn torens in de middeleeuwen
(1917), schaalmodel gemaakt door de schoenmaker Angelo Finelli, Collezioni Comunali d'Arte

In de elfde en twaalfde eeuw werd de stad volgebouwd met torens en rond 1200 zou de stad er zo’n 180 omvatten. De reden dat deze gebouwd werden is niet helemaal duidelijk. Mogelijk liet elke rijke familie een toren bouwen om elkaar te imponeren. Een andere reden kan de strijd tussen de Ghibellijnen en de Welfen geweest zijn of de Investituurstrijd waarbij de verschillende families partij kozen. Als de strijd oplaaide verschansten zij zich in hun torens. In de straten werden dan bloedige vetes uitgevochten en vanuit de torens schoten ze met pijl en boog op elkaar. De Italiaanse stad San Gimignano kende in deze tijd een zelfde verschijnsel. De meeste torens werden in de dertiende eeuw weer afgebroken. Een klein deel zou langer blijven bestaan en allerlei functies krijgen. Tegenwoordig zijn er nog vierentwintig over waarvan de naast elkaar staande Asinelli (97 m) en de Garisenda (48 m) het bekendst zijn.
Na de Tweede Wereldoorlog werd de stad een belangrijk industrieel centrum en tegelijkertijd een belangrijk bolwerk van de Italiaanse Communistische Partij. Op 2 augustus 1980 werd Bologna opgeschrikt door een terroristische aanslag in het treinstation van de stad: de zwaarste naoorlogse aanslag in de Italiaanse geschiedenis.

## Cultuur
In 2000 was Bologna samen met diverse andere steden culturele hoofdstad van Europa. Sinds 2006 staat de stad op de lijst van muzieksteden van UNESCO. De stad houdt jaarlijks verschillende muziekfestivals. Door de internationale reputatie van de universiteit kent de stad vele buitenlandse studenten en heeft deze ook een aantal campussen die speciaal door buitenlandse zuster-universiteiten zijn gesticht. Bologna heeft een rijk uitgaansleven. Verder heeft het een rijke traditie op het gebied van theater.

### Gastronomie
Door haar ligging in een regio waar veel kaas, worst en wijn wordt geproduceerd heeft Bologna zich tot een bekende culinaire stad ontwikkeld. De Bolognesesaus is naar deze stad vernoemd. De saus wordt in Italië echter anders bereid dan in de rest van de wereld gebruikelijk is. Ook wordt deze in Bologna alleen in combinatie met Tagliatelle of Cannelloni geserveerd. De spaghetti Bolognese zoals die buiten Italië wordt gegeten is waarschijnlijk in de Verenigde Staten ontstaan en lijkt sterk op spaghetti Napoletana uit Napels. Ook de worst Mortadella en de amarena-kers zijn in Bologna ontstaan.
Sinds 1972 zijn veel klassieke Bolognese recepten vastgelegd in notariële aktes en gedeponeerd bij de Camera di Commercio, de Kamer van Koophandel in het Palazzo della Mercanzia. Daar wordt ook in de kluis de tagliatella d'oro, een tagliatellesliert met de standaarddikte van 8 mm. bewaard, uitgevoerd in goud.

### Bezienswaardigheden in en rondom Bologna
Bologna heeft een artistieke en culturele binnenstad. Een publiekstrekker heeft het echter niet, waardoor het massatoerisme uitblijft. Het stadscentrum heeft een typische oude-stad-structuur gevuld met goed bewaarde monumenten en bouwwerken.
- Piazza Maggiore (plein) met de Sint-Petroniusbasiliek, het Palazzo del Podestà, Palazzo del Notai, Palazzo d'Accursio, Palazzo Re Enzo en het Palazzo dei Banchi
- Pinacoteca Nazionale di Bologna, een belangrijke pinacotheek
- Museo Civico Archeologico, het archeologisch museum
- Kathedraal San Pietro
- Basiliek van San Domenico
- Basiliek van Sint-Jakobus de Meerdere
- Internationaal Muziekmuseum en bibliotheek
- Museo Civico Medievale ("Museum voor de middeleeuwen en de renaissance")
- De torens Garisenda en Asinelli
- Het Montagnolapark
- Museum Morandi (sinds 18 november 2012 tijdelijk gehuisvest in MAMbo (Museo d’Arte Moderna di Bologna)[6])
- Museo della Storia di Bologna, in het Palazzo Pepoli Vecchio
- Orto botanico di Bologna
- Ongeveer 40 km bogengalerijen langs de straten in de oude stad, in 2021 erkend als UNESCO werelderfgoed, onder de inschrijvingsnaam "de Portieken van Bologna".

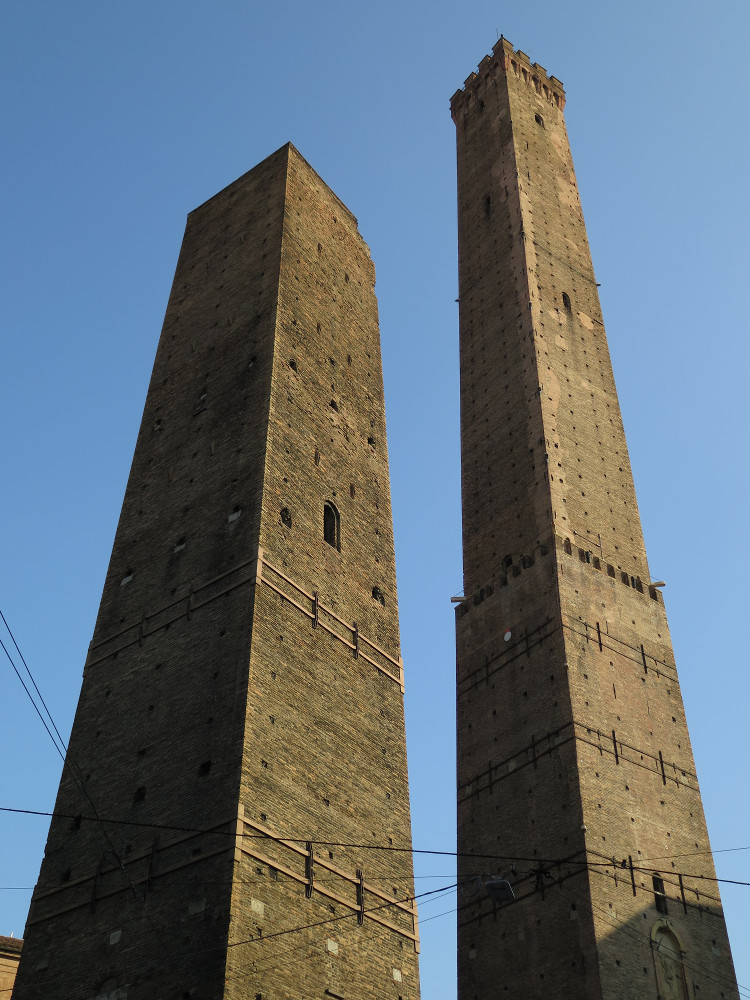
De torens Garisenda en Asinelli
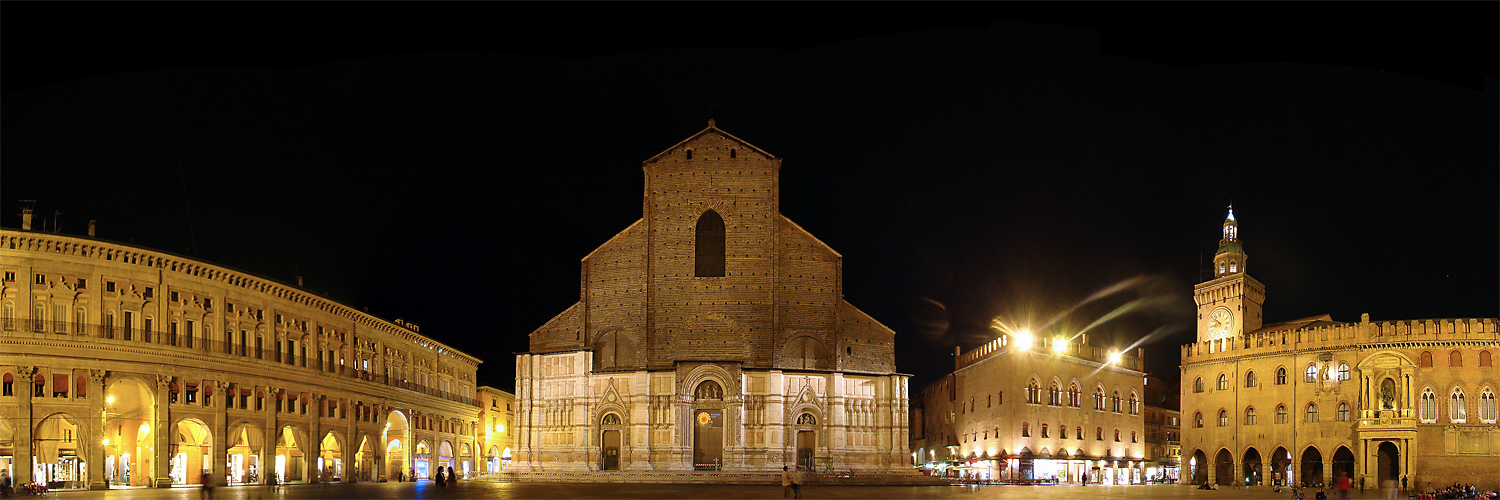
De Piazza Maggiore, het centrale plein van de stad
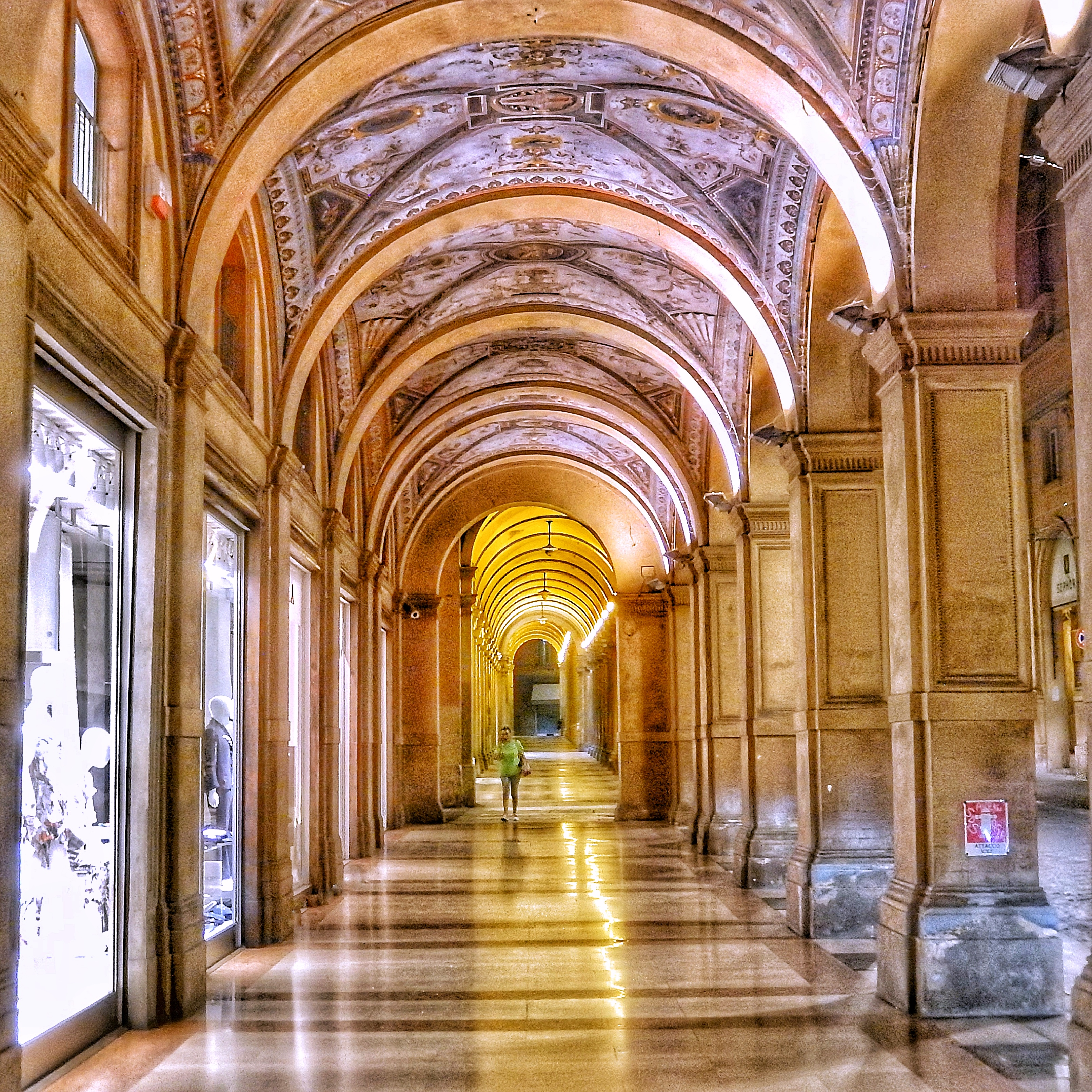
Arcaden van de Palazzo della Banca d'Italia
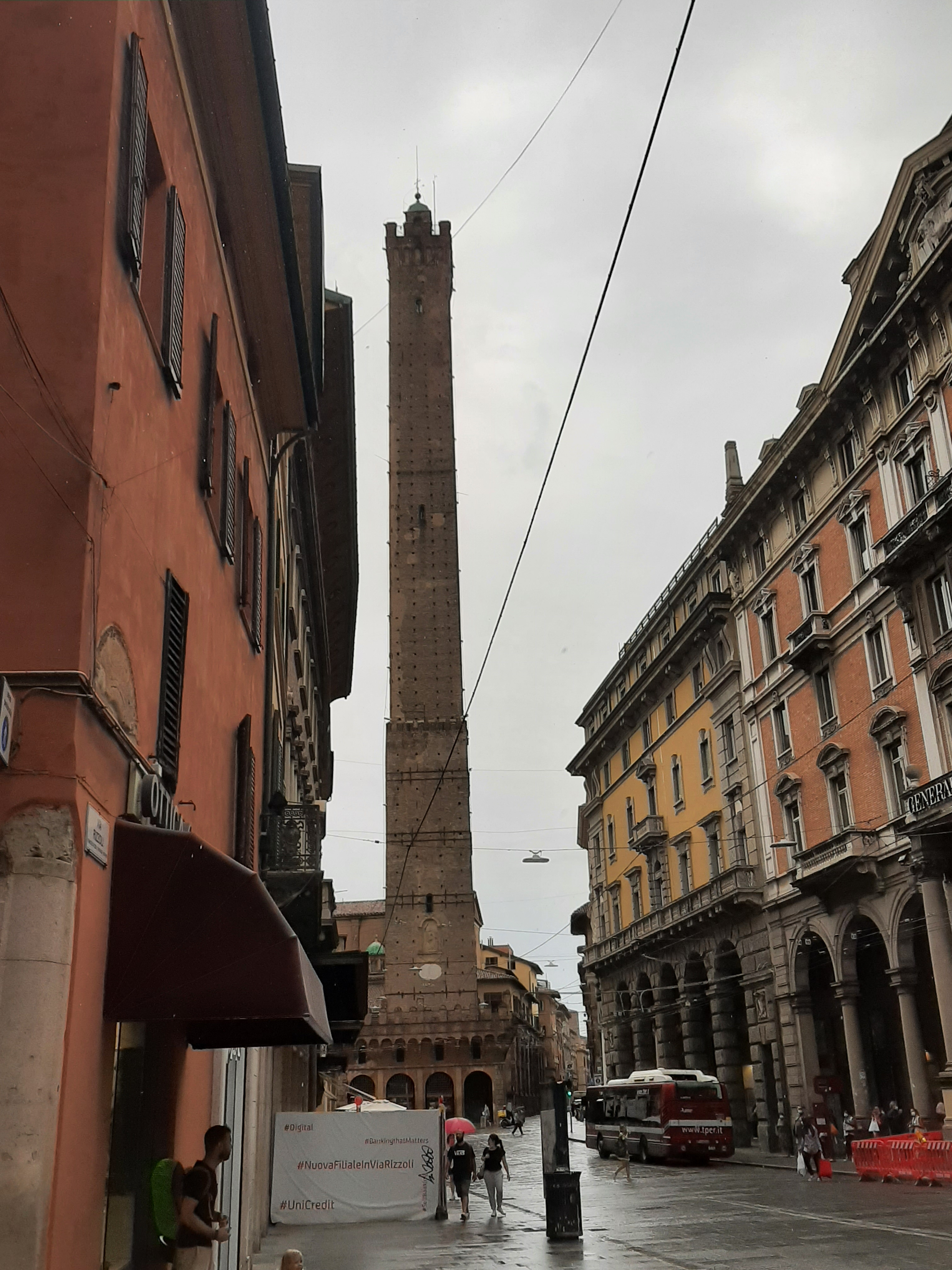
De toren Asinelli, gezien van de Via Rizzoli

### Sport
Bologna FC 1909 is de professionele voetbalploeg van  Bologna. De club is vaak actief op het hoogste Italiaanse niveau, de Serie A, en is tevens meervoudig landskampioen. Dat gebeurde voor het laatst in 1964. Bologna was speelstad bij het WK voetbal van 1934 en 1990. De wedstrijden werden gespeeld in het stadion dat tegenwoordig Stadio Renato Dall'Ara heet.
Jaarlijks wordt begin oktober in en om Bologna de wielerkoers Ronde van Emilia verreden. Een sleutelrol in het parcours speelt de lastige beklimming naar het heiligdom van het Santuario Madonna di San Luca. Bologna is meermaals een etappeplaats geweest in de wielerkoers Ronde van Italië. Op 30 juni 2024 was Bologna aankomstplaats van een door de Fransman Kévin Vauquelin gewonnen etappe in de Ronde van Frankrijk.

## Onderwijs
Bologna is een universiteitsstad. De universiteit van Bologna werd in 425 n.Chr. gesticht als school voor rechten. Na de val van het Romeinse Rijk eindigde het onderwijs aan deze school. Vaak wordt het jaar 1088 genoemd voor de instelling als universiteit; het is daarmee de oudste universiteit van Europa.
Een zeer belangrijk document dat de meeste Europese universiteiten aangaat, is de Bolognaverklaring van 1999. Deze werd ondertekend door een dertigtal Europese ministers van (hoger) onderwijs die hun hoger onderwijs wilden harmoniseren. Onder meer het feit dat op de Nederlandse en Vlaamse universiteiten het bachelor-masterstelsel is ingevoerd, is het gevolg van deze verklaring. Bologna wordt daarom al eens als synoniem voor dit proces gebruikt.

## Verkeer en vervoer
Bologna is een belangrijk knooppunt voor weg- en spoorvervoer in de noordelijke regionen van Italië. Dit komt vanwege de centralisatie van een belangrijk deel van de mechanische, elektronica- en voedselindustrie in het gebied. Uit het onderzoek van de European Regional Economic Growth Index (E-REGI) uit 2009 blijkt dat Bologna de hardst groeiende Italiaanse stad is en de 47e stad van Europa qua economische groei.
Bologna is bereikbaar via de A1 vanaf Milaan, de A22 vanaf Verona en de A13 vanaf Venetië. Bologna beschikt over een luchthaven, de Luchthaven Bologna. Er zijn diverse treinstations in Bologna waaronder Station Bologna Centrale en Station Bologna Corticella. Openbaar vervoer wordt verzorgd door ATC (Bologna).

## Bekende inwoners van Bologna
Beroemde 'Bolognesi' zijn:

### Geboren
- Paus Lucius II (?-1145), geboren als Gerhardo Caccianameci dal Orso
- Scipione del Ferro (1465-1526), wiskundige
- Marcantonio Raimondi (1475-1534), graveur
- Paus Gregorius XIII (1502-1585), geboren als Ugo Buoncompagni
- Francesco Primaticcio (1504-1570), kunstschilder
- Paus Innocentius IX (1519-1591), geboren als Giovanni Antonio Facchinetti
- Ulisse Aldrovandi (1522-1605), natuuronderzoeker
- Lodovico Ferrari (1522-1560 of 1565), wiskundige
- Pietro Cataldi (1548-1626), wiskundige
- Paus Gregorius XV (1554-1623), geboren als Alessandro Ludovisi
- Annibale Carracci (1560-1609), kunstschilder en graveur
- Adriano Banchieri (1568-1634), componist en organist
- Guido Reni (1575-1642) schilder
- Francesco Albani (1578-1660), kunstschilder
- Domenichino (1581-1641), kunstschilder
- Giulio Cesare Arresti (1619-1701), organist en componist
- Pietro Mengoli (1626-1686), wiskundige en priester
- Elisabetta Sirani (1636-1665), kunstschilderes
- Paus Benedictus XIV (1675-1758), geboren als Prospero Lorenzo Lambertini
- Floriano Maria Arresti (1667-1717), componist
- Lorenzo Zavateri (1690-1764), componist en violist
- Luigi Galvani (1737-1798), arts en natuurwetenschapper
- Giovanni Aldini (1762-1834), natuurwetenschapper
- Giuseppe Ferlini (1797-1870), ontdekkingsreiziger, archeoloog en schatzoeker
- Marco Minghetti (1818-1886), econoom en staatsman
- Augusto Righi (1850-1920), natuurkundige
- Edgardo Mortara (1851-1940), jood die katholiek priester werd
- Guglielmo Marconi (1874-1937), uitvinder, ondernemer, natuurkundige en Nobelprijswinnaar (1909)
- Pericle Ducati (1880-1944), hoogleraar archeologie universiteit van Catania, universiteit van Turijn, universiteit van Bologna
- Giorgio Morandi (1890-1969), schilder van landschappen en stillevens en etser
- Gino Cervi (1901-1974), acteur
- Angelo Schiavio (1905-1990), voetballer
- Guglielmo Sandri (1906-1961), auto- en motorcoureur
- Giorgio Bassani (1916-2000), schrijver, dichter, essayist en redacteur
- Pier Paolo Pasolini (1922-1975), filmregisseur, schrijver en dichter
- Valerio Zurlini (1926-1982), filmregisseur
- Cesare Perdisa (1932-1998), Formule 1-coureur
- Sergio Balanzino (1934-2018), diplomaat en waarnemend secretaris-generaal van de NAVO (1994 en 1995)
- Valerio Adami (1935), narratief-figuratief kunstschilder (popartkunstenaar)
- Nanni Galli (1940-2019), Formule 1-coureur
- Lucio Dalla (1943-2012), zanger-liedjesschrijver, muzikant en acteur
- Raffaella Carrà (1943-2021), actrice, zangeres en presentatrice
- Giorgio Francia (1947), Formule 1-coureur
- Celso Valli (1950-2025), componist, dirigent en muzikant
- Pierluigi Collina (1960), voetbalscheidsrechter
- Pierfrancesco Chili (1964), motorcoureur
- Sandra Cecchini (1965), tennisspeelster
- Paolo Canè (1965), tennisser
- Marco Apicella (1965), autocoureur
- Alessandro Zanardi (1966), autocoureur en handbiker
- Gianluca Pagliuca (1966), voetbaldoelman
- Alberto Tomba (1966), skiër
- Omar Camporese (1968), tennisser
- Luca Rangoni (1968), autocoureur
- Luca Bucci (1969), voetballer
- Cristiano Giusberti (1970), hardstyle diskjockey (beter bekend als "Technoboy")
- Stefano Accorsi (1971), acteur
- Christian Vieri (1973), voetballer
- Senhit (1979), zangeres
- Alessandro Gamberini (1981), voetballer
- Sara Errani (1987), tennisster
- Davide Colomba (1988), voetballer
- Martina Grimaldi (1988), zwemster
- Niccolo Ronchetti (1989), schaker
- Michelangelo Albertazzi (1991), voetballer
- Pierluigi Gollini (1995), voetballer
- Lorenzo Fortunato (1996), wielrenner
- Florian Kajamini (2003), Italiaans-Nederlands wielrenner
- Kimi Antonelli (2006), autocoureur

### Overleden
- Dominicus Guzmán (1170-1221), priester
- Jan Jacobs (1575-1650), Brussels goudsmid
- Claudio Abbado (1933-2014), dirigent
- Ayrton Senna (1960-1994), Braziliaans autocoureur
- Niccolò Galli (1983-2001), voetballer